# Loren Eiseley
Loren Eiseley (3 septembre 1907 - 9 juillet 1977) est un anthropologue de l'université de Pennsylvanie, il fut président de l'Institut américain de Paléontologie.

## Publications
- L'immense voyage, préface de Louis Pauwels et de Jacques Bergier, éditions Planète, 1965.
- Citation : Une vision sans action n’est qu’un rêve. L’action sans la vision mène nulle part. Une vision accompagnée de l’action peut changer le monde[1].